# タモリの雑学の祭典!
『タモリの雑学の祭典! 4時間スペシャル』（タモリのざつがくのさいてん! よじかんすぺしゃる）とは、2007年5月12日（土曜日）の19:00 - 23:10（JST）にフジテレビ系列局で放送された教養・バラエティ・特別番組であり、タモリの冠番組である。モノラル放送（モノステレオ放送）、文字多重放送、ハイビジョン制作を実施している。

## 概要
フジテレビ系列のバラエティ番組・教養番組『タモリのジャポニカロゴス』とバラエティ番組・雑学番組『トリビアの泉 〜素晴らしきムダ知識〜』の大人気番組、2番組が合体して放送された。
当番組の総合司会を務めるタモリは全編を通じて、キーワードプレゼントの出題、『タモリのジャポニカロゴス おもしろ漢字横綱決定戦SP』と『トリビアの泉 〜素晴らしきムダ知識〜 無駄無駄無駄無駄ァ!知識SP』の2番組に出演。

## 番組構成

### 第1部
- 『タモリのジャポニカロゴス おもしろ漢字横綱決定戦SP』

2007年5月12日 19:00 - 20:54（JST）
平均視聴率：関東地区21.3％、関西地区21.0％（ビデオリサーチ調べ）

### 第2部
- 『トリビアの泉 〜素晴らしきムダ知識〜 無駄無駄無駄無駄ァ!知識SP』

2007年5月12日 21:00 - 23:10（JST）、『土曜プレミアム』枠内にて放送
平均視聴率：関東地区15.4％、関西地区18.9％（ビデオリサーチ調べ）
番組途中、20:54 - 21:00（JST）には、通常のニュース番組『FNNレインボー発』を挿入し中断。

## 番組内容

### キーワードプレゼント
総合司会のタモリが歴史上の偉人4名についての雑学を語り、偉人名のひらがな1文字がキーワードになっている。正解者の中から抽選で、高級電子辞書が10名に視聴者プレゼントされる。
1. みや○とむさし（宮本武蔵）
2. たけだし○げん（武田信玄）
3. お○のぶなが（織田信長）
4. ○っきゅう（一休）

○の文字を順番につづったキーワードは「もんだい」となる。

## 出演者

### キーワードプレゼントの出題
番組開始時と番組終了時に登場。総合司会のタモリが司会を務める、歴史バラエティ番組『タモリのヒストリーX』の雰囲気に似ている場面がある。

### 総合司会
- タモリ
- 高島彩（フジテレビアナウンサー）

### 主宰者
- タモリ

### 進行
- 福井謙二（フジテレビアナウンサー）
- 内田恭子（フリーアナウンサー）

### 客員教授
- 町田健

### 専門家
- さかなクン - 魚に関する事柄

### 受講生
- 関根勤
- 松嶋尚美
- 爆笑問題
  - 太田光
  - 田中裕二
- 柴田理恵
- 西川史子
- ほしのあき
- ウエンツ瑛士
- キングコング
  - 西野亮廣
  - 梶原雄太

### ボイスガイド
- 坂上みき

### 会長（品評会会長）
- タモリ

### 司会（トリビアプレゼンター）
- 高橋克実
- 八嶋智人

### パネラー
- ビビる大木
- ベッキー
- 荒俣宏
- 優香
- 市毛良枝
- 片岡鶴太郎
- 皆藤愛子
- 矢口真里
- 杏さゆり

### ナレーション
- 大友龍三郎

## 主なスタッフ

### タモリのジャポニカロゴス おもしろ漢字横綱決定戦SP
- ナレーション：坂上みき、武田広、堺正幸
- 監修：金田一秀穂、町田健
- 作・構成：堀田延、平岡秀章、国安昌世、矢野了平、清水寛生、増子光男、今光夏水
- SW：山口善弘
- VTR：竹田廣行、河野良博
- AUD：清家寛己
- LD：古谷美明
- 音効：成岡知弘
- 美術デザイン：矢野浩則
- 美術進行：中島豪章
- モニター：藤崎郁三
- 大道具：駒木幸廣
- CG：加藤和博
- メイク：山田かつら
- EED：中澤悠也、潮畑直人、永野哲也、高橋壮幸、西地剛久、塩畑直人、大森晋
- フードコーディネーター：尾身奈美枝
- MA：日吉寛
- 編成：坪田譲治、情野誠人、成戸真知子
- 広報：田中奈美
- 連絡：小林琴美
- AP：木月洋介、北口富紀子、安部公代、吉本明子
- 演出：早川和孝、山下美紀子、岡部統一
- 総合演出：李闘士男
- プロデューサー：浜野貴敏、小池竜二
- チーフプロデューサー：石井浩二
- 技術協力：ROGUE、テクノマックス、CAVIN、クリエイティヴ・コア、デジデリック、プロポスター、moi、SAVAN、東京チューブ
- 収録スタジオ：東京タワースタジオ
- 制作協力：田辺エージェンシー
- 制作：フジテレビバラエティ制作センター、リーライダーす

### トリビアの泉 〜素晴らしきムダ知識〜 無駄無駄無駄無駄ァ!知識SP
- ナレーション：大友龍三郎
- 制作：吉田正樹
- 監修：小松純也
- 作・構成：三木聡、酒井健作、北本かつら、オークラ、田中到、興津豪乃、なかじまはじめ、矢野了平、坂田康子、安部裕之、田村孝裕
- 音楽：堂島孝平
- スーパーバイザー：唐沢俊一
- テーマ曲歌唱：たまりの
- 編成：荒井昭博、出澤真理子、中野利幸、立松嗣章
- 制作プロデューサー：古賀憲一、岡庭幸代、鈴木寿一、浜田弘、伊藤和美、佐々木貴幸
- AP：倉科知美、小野謙吾
- ディレクター：後藤隆一郎、石川陽（NEXTEP）、木伏智也、石武士、小田切大輔、牛嶋創一、菊池泰子
- 演出：木村剛、塩谷亮
- プロデューサー：坪井貴史
- チーフプロデューサー：宮道治朗
- リサーチ：永野たかひろ、片山ゆかり、丸山直樹、野地努、石澤利樹、坂田康子、島田京代、嶋田幸代、鹿山智美、遠藤正也、加藤正人、工藤幸
- 技術協力：ニユーテレス、フジライティング・アンド・テクノロジイ、マルチバックス、ビジュアルコミュニケーションズ、IMAGICA、Zeta
- 制作協力：田辺エージェンシー、日本テレワーク、ネクステップ、コラボレーション、オハラ調査事務所、IVSテレビ制作、J Associates
- 制作：フジテレビバラエティ制作センター